# Kukulje (Srbac)
Pour les articles homonymes, voir Kukulje.
Kukulje (en serbe cyrillique : Кукуље) est un village de Bosnie-Herzégovine. Il est situé dans la municipalité de Srbac et dans la république serbe de Bosnie. Selon les premiers résultats du recensement bosnien de 2013, il compte 925 habitants.

## Démographie

### Évolution historique de la population dans la localité
| 1948  | 1953  | 1961  | 1971  | 1981  | 1991 | 2013 |
| ----- | ----- | ----- | ----- | ----- | ---- | ---- |
| 1 309 | 1 311 | 1 210 | 1 092 | 1 123 | 950  | 925  |

|  |

### Communauté locale
En 1991, la communauté locale de Kukulje comptait 1 265 habitants, répartis de la manière suivante :